# Álvaro Garcé
Álvaro Garcé García y Santos (Montevideo, 7 de agosto de 1967) es un abogado, funcionario y político uruguayo, actual director de la Secretaría de Inteligencia Estratégica de Estado (S.I.E.E).

## Primeros años y educación
Garcé nació en 1967 en Montevideo, como hijo de Arturo Garcé un profesor de filosofía y exdirector del Ivy Thomas Memory School, y su esposa Julia García y Santos, una maestra. Tiene dos hermanos, Patricia y el politólogo Adolfo Garcé.
Criado en el barrio Pocitos, cursó sus estudios primarios en el Liceo Francés Jules Supervielle, mientras que los secundarios los cursó en el Liceo Juan Zorrilla de San Martín, el Colegio de los Hermanos Maristas y el Liceo N.° 28. Se graduó como abogado de la Universidad de la República.

## Carrera
Accedió a la función pública en 1993, cuando, por concurso, fue nombrado Inspector del Ministerio de Trabajo y Seguridad Social. Ejerció el periodismo y, entre 1998 y 2002 se desempeñó como Defensor de Oficio en lo Penal, en los departamentos de Treinta y Tres y San José. En 2002 fue nombrado director general del Registro de Estado Civil, cargo que ocupó hasta 2004.
En agosto de 2003 se sancionó la ley N° 17684 que creó la figura del Comisionado Parlamentario con la función de supervisar el cumplimiento de la normativa constitucional respecto a la situación de las personas privadas de libertad; asimismo, se creó una Comisión Especial encargada del proceso de selección del candidato a Comisionado que seleccionó a Garcé, quien posteriormente fue electo en 2005 por unanimidad en la Asamblea General. Fue reelecto en el cargo en 2010.
El 7 de octubre de 2014 renunció a su cargo como Comisionado Parlamentario Penitenciario para sumarse al equipo en materia de seguridad del candidato presidencial del Partido Nacional, Luis Lacalle Pou. Fue sucedido por Juan Miguel Petit. Se manejó su nombre como Ministro del Interior en un eventual próximo gobierno del Partido Nacional. 
En las elecciones departamentales y municipales de 2015 fue candidato Intendencia de Montevideo, como representante nacionalista en el Partido de la Concertación. Dentro de su agrupación resultó en el segundo lugar con el 11.94% de los votos, por detrás de Edgardo Novick.
Durante la campaña presidencial de 2019, Garcé se mantuvo en la posición de referente del equipo en materia de seguridad del candidato Luis Lacalle Pou. En diciembre de 2019, ya por entonces el presidente electo, Lacalle Pou, lo designó Director de la Secretaría de Inteligencia de Estado, y asumió el cargo el 1 de marzo de 2020, en sucesión de Washington Martínez.
Es profesor de las asignaturas Filosofía del Derecho y Evolución de las Instituciones Jurídicas en la Facultad de Derecho de la Universidad de la República y en la Universidad Católica del Uruguay.También es profesor de la asignatura Historia del Derecho para las carreras de Relaciones Internacionales y Relaciones Laborales dictadas por la Universidad de la República.